# Nix wie weg – vom Planeten Erde
Nix wie weg – vom Planeten Erde (Originaltitel Escape from Planet Earth) ist ein US-amerikanisch-kanadischer 3D-Computeranimationsfilm aus dem Jahr 2013. Der von Rainmaker Entertainment unter der Regie von Cal Brunker produzierte Film hatte am 15. Februar 2013 Premiere. In Deutschland kam er am 29. Mai 2014 in die Kinos.

## Handlung
Auf dem Planeten Baab ist der Astronaut Scorch Supernova ein Nationalheld, er wird von der blauen Alien-Bevölkerung bewundert. Als ein Meister der gewagten Rettungsaktion vollbringt Scorch oftmals die erstaunlichsten Kunststücke. Unterstützt wird er dabei von seinem sehr viel ruhigeren Bruder Gary, einem Nerd, der sich an alle Regeln hält und für die Mission Control der BASA-Basis arbeitet. Als die BASA-Chefin Lena die beiden Brüder über einen Hilferuf von einem notorisch gefährlichen Planeten informiert, schlägt Scorch alle Warnungen in den Wind und fliegt los. Bald findet er sich jedoch in einer teuflischen Falle auf dem Gebiet von Area 51 wieder, gestellt von dem skrupellosen General Shanker. Nun liegt es an dem sonst so risikoscheuen Gary, eine Rettungsaktion zu starten. Dazu muss er seine Lieben verlassen: Frau Kira und den gemeinsamen, abenteuerlustigen Sohn Kip. Er wird selbst gefangen genommen und findet dort seinen Bruder. Zusammen mit den anderen Aliens können sie fliehen.

## Synchronisation
| Rolle                      | Originalsprecher     | Deutscher Sprecher       |
| -------------------------- | -------------------- | ------------------------ |
| Scorch Supernova           | Brendan Fraser       | Tobias Meister           |
| Kira Supernova             | Sarah Jessica Parker | Irina von Bentheim       |
| Gary Supernova             | Rob Corddry          | Olaf Reichmann           |
| Kip Supernova              | Jonathan Morgan Heit | Cedric Eich              |
| General William T. Shanker | William Shatner      | Klaus-Dieter Klebsch     |
| Lena Thackleman            | Jessica Alba         | Marie Bierstedt          |
| Doc                        | Craig Robinson       | Charles Rettinghaus      |
| Thurman                    | George Lopez         | Florian Halm             |
| Io                         | Jane Lynch           | Kerstin Sanders-Dornseif |
| Gabby Babblebrock          | Sofía Vergara        | Carolina Vera-Squella    |
| Mr. James Bing             | Ricky Gervais        | Dietmar Wunder           |
| Hawk                       | Steve Zahn           | Gerrit Schmidt-Foß       |
| Hammer                     | Chris Parnell        | Ozan Ünal                |